# Something Is Killing the Children
Something Is Killing the Children — серия комиксов, которую с 2019 года издаёт компания Boom! Studios.

## Синопсис
Главным героем серии выступает Эрика Слотер, являющаяся охотницей за монстрами, которые нападают на детей.

### Выпуски
| №  | Дата выхода      | Оценка на Comic Book Roundup | Предполагаемый объём продаж (первый месяц) |
| -- | ---------------- | ---------------------------- | ------------------------------------------ |
| 1  | 4 сентября 2019  | 9.3 на основе 19 рецензий    | 33 648, позиция в Северной Америке — 57    |
| 2  | 16 октября 2019  | 8.8 на основе 13 рецензий    | 24 644, позиция в Северной Америке — 93    |
| 3  | 20 ноября 2019   | 8.5 на основе 9 рецензий     | 17 353, позиция в Северной Америке — 117   |
| 4  | 11 декабря 2019  | 8.8 на основе 7 рецензий     | 16 079, позиция в Северной Америке — 121   |
| 5  | 29 января 2020   | 8.4 на основе 9 рецензий     | 14 047, позиция в Северной Америке — 140   |
| 6  | 18 марта 2020    | 8.7 на основе 7 рецензий     | 14 365, позиция в Северной Америке — 120   |
| 7  | 10 июня 2020     | 8.8 на основе 7 рецензий     | н/д                                        |
| 8  | 8 июля 2020      | 8.8 на основе 11 рецензий    | н/д                                        |
| 9  | 12 августа 2020  | 9.0 на основе 8 рецензий     | н/д                                        |
| 10 | 9 сентября 2020  | 9.2 на основе 5 рецензий     | н/д                                        |
| 11 | 21 октября 2020  | 8.9 на основе 7 рецензий     | н/д                                        |
| 12 | 18 ноября 2020   | 8.8 на основе 7 рецензий     | н/д                                        |
| 13 | 23 декабря 2020  | 9.1 на основе 3 рецензий     | н/д                                        |
| 14 | 27 января 2021   | 9.2 на основе 5 рецензий     | н/д                                        |
| 15 | 24 февраля 2021  | 8.8 на основе 7 рецензий     | н/д                                        |
| 16 | 26 мая 2021      | 9.1 на основе 8 рецензий     | н/д                                        |
| 17 | 23 июня 2021     | 9.2 на основе 5 рецензий     | н/д                                        |
| 18 | 28 июля 2021     | 9.1 на основе 8 рецензий     | н/д                                        |
| 19 | 25 августа 2021  | 9.2 на основе 4 рецензий     | н/д                                        |
| 20 | 22 сентября 2021 | 9.4 на основе 4 рецензий     | н/д                                        |
| 21 | 30 марта 2022    | 8.6 на основе 4 рецензий     | н/д                                        |
| 22 | 27 апреля 2022   | 9.2 на основе 4 рецензий     | н/д                                        |

### Сборники
| Название                                                  | Тип              | Дата выхода    | Собранный материал                       | ISBN           |
| --------------------------------------------------------- | ---------------- | -------------- | ---------------------------------------- | -------------- |
| Something Is Killing the Children: Volume 1               | Мягкая обложка   | 25 июня 2020   | Something Is Killing the Children #1-5   | 978-1684155583 |
| Something Is Killing the Children: Volume 2               | Мягкая обложка   | 1 декабря 2020 | Something Is Killing the Children #6-10  | 978-1684156498 |
| Something Is Killing the Children: Volume 3               | Мягкая обложка   | 15 июня 2021   | Something Is Killing the Children #11-15 | 978-1684157075 |
| Something Is Killing the Children: Volume 4               | Мягкая обложка   | 11 января 2022 | Something Is Killing the Children #16-20 | 978-1684158041 |
| Something Is Killing the Children Deluxe Edition Book One | Твёрдый переплёт | 16 ноября 2021 | Something Is Killing the Children #1-15  | 978-1684157648 |

## Реакция

### Отзывы
На сайте Comic Book Roundup серия имеет оценку 9 из 10 на основе 150 рецензий. Ханна Роуз из Comic Book Resources, обозревая третий том, похвалила художников. Этелька Лехоцки из National Public Radio в частности хвалила Вертера Делл’Эдера. Джейсон Джеффордс-младший из Comics Bulletin дал первому выпуску 4,5 звёзд из 5 и назвал его «отличным». Форрест С. Хелви из Newsarama поставил дебюту оценку 8 из 10 и написал, что комикс понравится фанатам сериала «Очень странные дела».

### Награды и номинации
| Год  | Награда        | Категория       | Результат | Пр.    |
| ---- | -------------- | --------------- | --------- | ------ |
| 2020 | Премия Айснера | Best New Series | Номинация | [ 13 ] |

## Спин-офф
House of Slaughter — серия комиксов, действие которой происходит в мире Something Is Killing the Children. В ней рассказывается тайная история Ордена, превратившего Эрику Слотер в охотницу на монстров.

## Телевизионная адаптация
В 2021 году издательство Boom! Studios анонсировало, что Netflix занимается разработкой телесериала по комиксам Something Is Killing the Children. В феврале 2023 года было объявлено, что создатели сериалов «Тьма» и «1899» Янтье Фризе и Баран бо Одар разработают телевизионную адаптацию комиксов.